# 小渕ダム

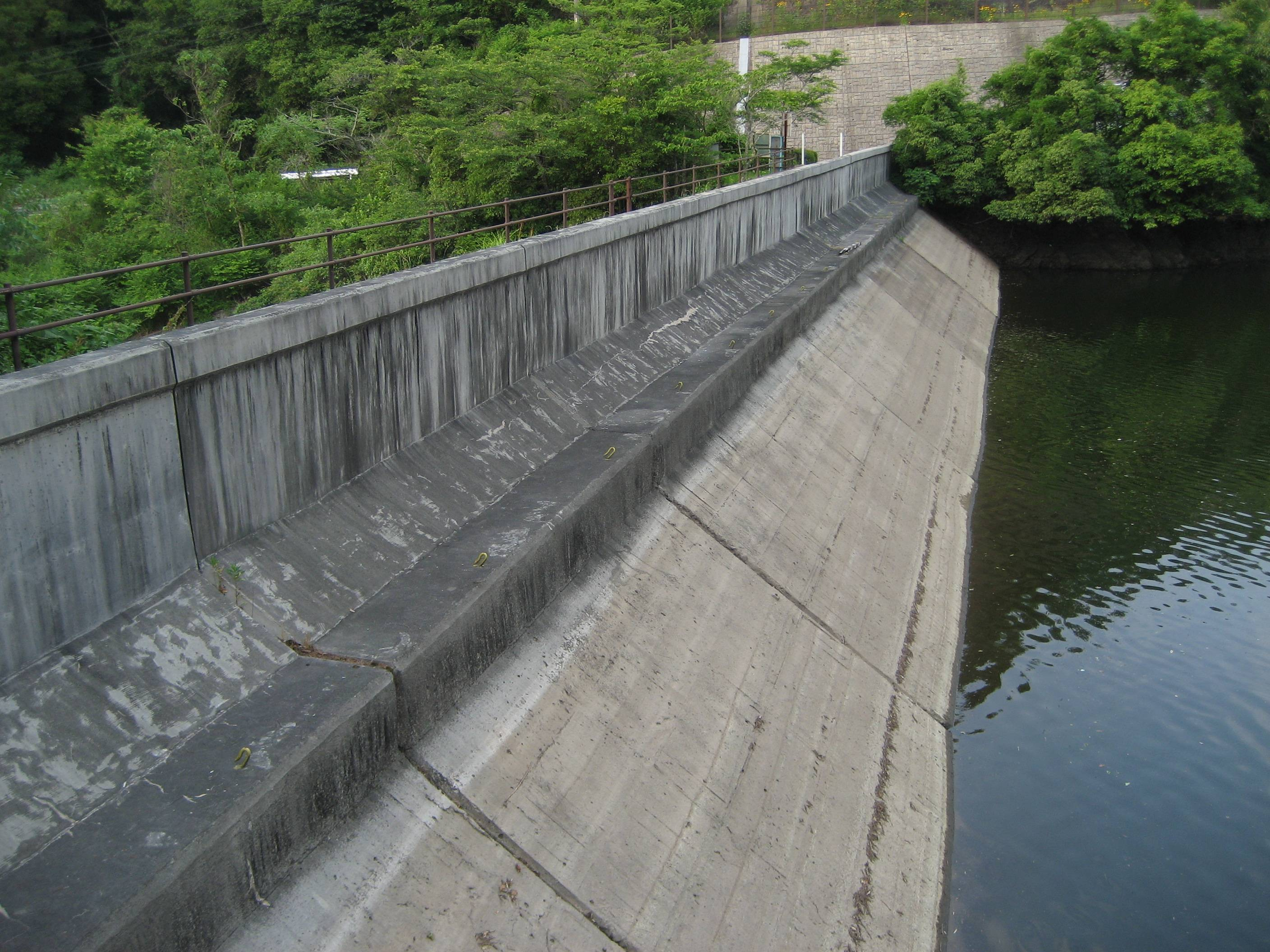
表面のコンクリート層によって水の浸透流出を防ぐ

小渕ダム（こぶちダム）は、岐阜県可児市、木曽川水系久々利川に建設されたダム。高さ18.4メートル、日本で最初に完成したロックフィルダムで、洪水調節による農地の防災を目的としている。小渕ため池、小渕防災溜池、可児川防災小渕ダムともいう。

## 概要
小渕ダムは、1951年（昭和26年）、日本で最初に完成したロックフィルダムである。ロックフィルダムとは、岩石を高く積み上げて築き上げるダムのことであり、貯えた水を流出させないために必要な水を通さない層（遮水壁）をどの材料を用いて構成するか、またそれをダムのどこに配置するかによって多くの種類に分類される。小渕ダムではダムの上流側を一面にわたってコンクリート（セメントコンクリート）で舗装し、これを遮水壁とするコンクリート表面遮水壁型ロックフィルダム（コンクリートフェイシングフィルダム）を採用している。
表面遮水壁型ロックフィルダムの遮水壁としては、のちにアスファルト（アスファルトコンクリート）を用いる方法が主流となったこともあり、数ある日本のダムの中でもコンクリート表面遮水壁型ロックフィルダムは小渕ダム・石淵（いしぶち）ダム・皆瀬（みなせ）ダム・野反（のぞり）ダムの4基しかない。とりわけ石淵ダムは岩手県の北上川水系胆沢（いさわ）川において、小渕ダム建設と同時期に建設されている。その完成は小渕ダム完成後の1953年（昭和28年）であるが、着工は1945年（昭和20年）と小渕ダムよりも古く、この事実により石淵ダムを「日本で最初のロックフィルダム」とする文献もある。現在、石淵ダムの下流では胆沢（いさわ）ダムが建設中であり、2013年（平成25年）の完成により石淵ダムは水没することになっている。

## 観光

### 交通
- JR太多線・可児駅から車で20分程度。

### ため池周辺
小渕ダム周辺は公園として整備されており、春は桜、秋は紅葉が美しい。東海自然歩道が敷かれていることからハイキングコースにもなっている。観光要素として小渕橋という歩行者用の橋が架かっており、昔は渡るとメロディーがながれる仕組みになっていた為「メロディー橋」と呼ばれる。他にも遊具や駐車場などがある。
湖で釣りをすることもできるが、入漁料として500円を可児漁業協同組合に支払う必要がある。

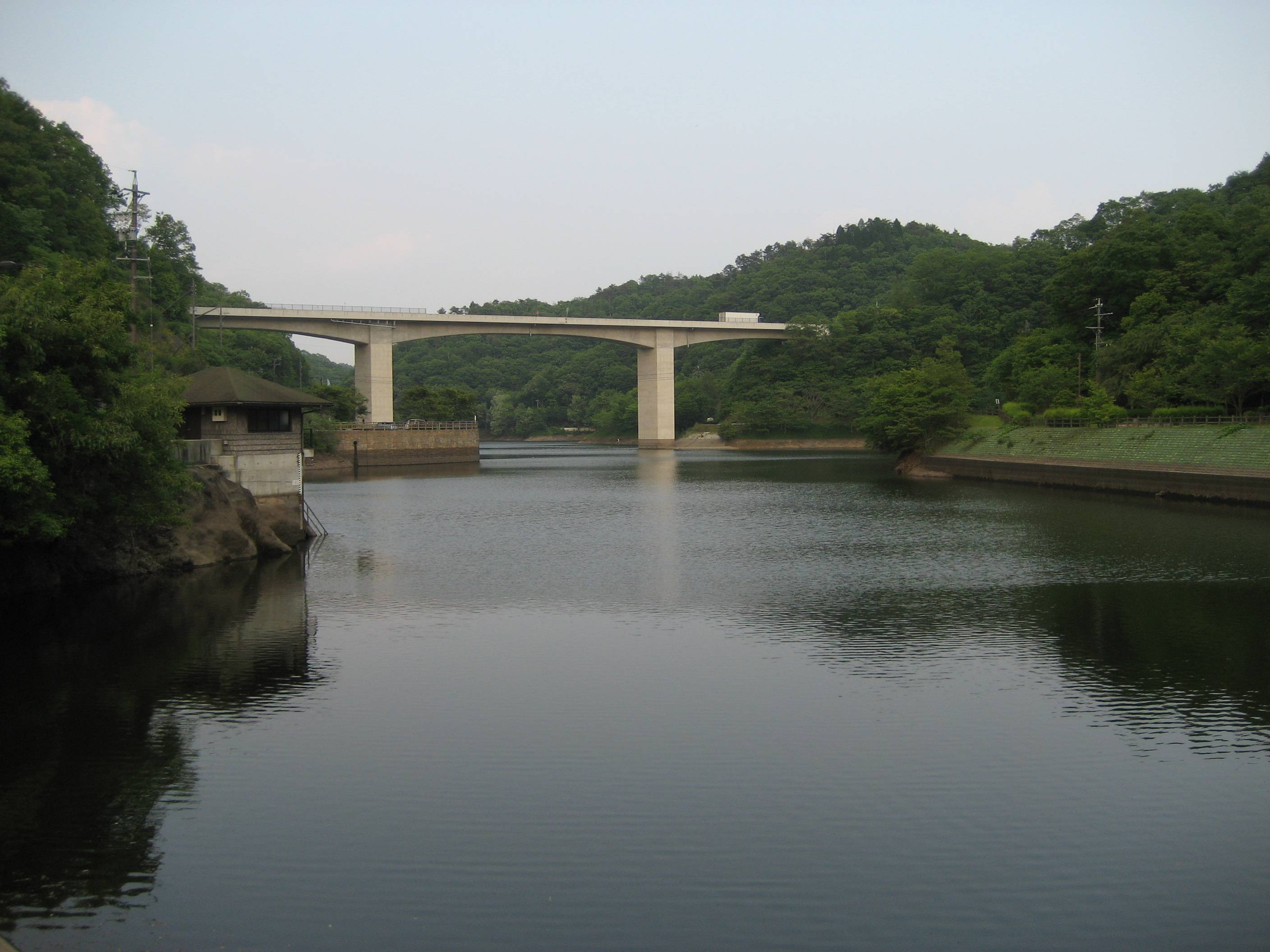
湖には東海環状自動車道の橋が架かる
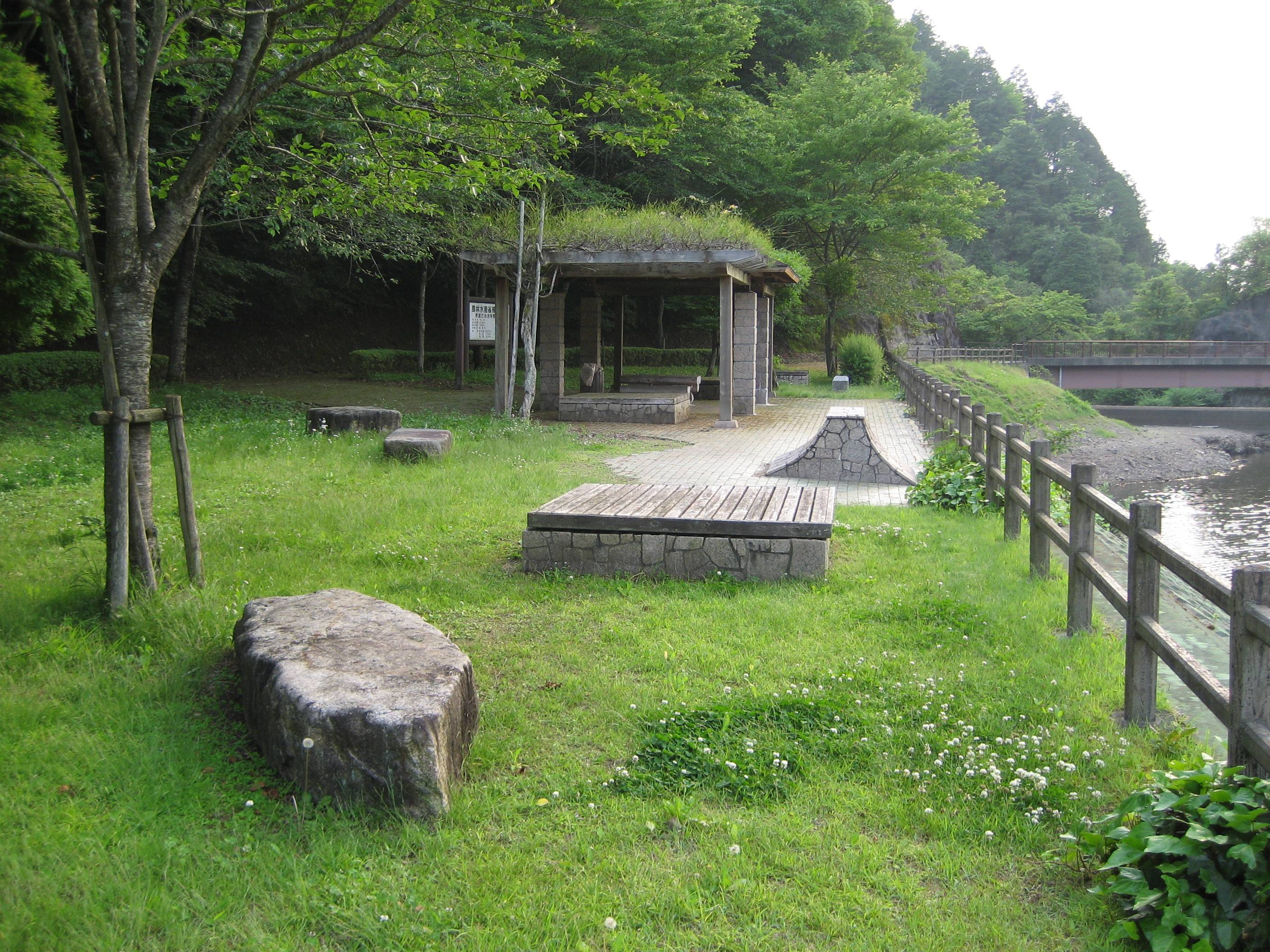
湖畔の公園
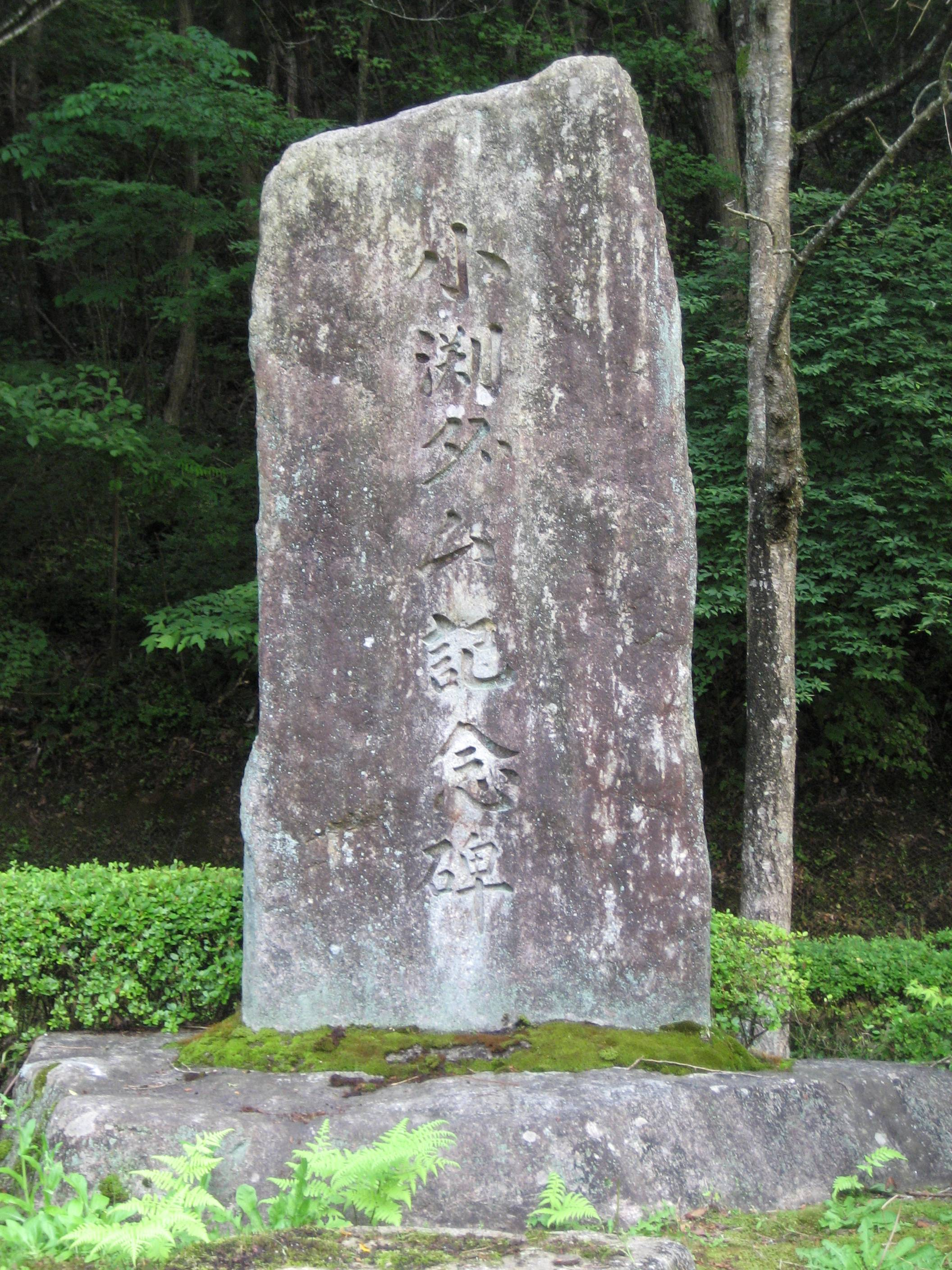
小渕ダム記念碑

## 周辺
- みたけの森
- 久々利春秋園
- 荒川豊蔵資料館